# Coffin Break
Coffin Break ist eine Hardcore-Punk-Band aus Seattle, Washington.

## Geschichte
Coffin Break wurde Ende der 1980er Jahre in Seattle gegründet, zu Beginn der Grunge-Ära. Die Gruppe veröffentlichte ihre ersten beiden Alben und eine Compilation bei C/Z Records. Sie unterschrieben bei Epitaph Records und veröffentlichten 1991 und 1992 zwei weitere Alben, bevor sie sich Ende 1993 auflösten. Sowohl Bassist Rob Skinner als auch Gitarrist Peter Litwin schrieben Songs für die Gruppe und die Veröffentlichungen der Gruppe zeigen einen deutlichen Unterschied zwischen ihren Songwriting-Stilen. Kurt Cobain erwähnte die Gruppe als eine seiner Lieblingsbands. Die Band erschien 1996 in dem Dokumentarfilm Hype! unter der Regie von Doug Pray mit einem kurzen Clip einer Live-Version ihres Songs Kill The President. Coffin Break haben sich 2007 wiedervereinigt und spielen wieder Konzerte und arbeiten an neuen Aufnahmen. Todd Ohashi ist seit 2019 als zweiter Gitarrist dabei.

## Diskografie
Alben
- 1988: Noise Patch b/w Boxes 'N Boxes / Obsession (Live-EP; C/Z Records)
- 1989: Psychosis (C/Z Records)
- 1990: Rupture (C/Z Records)
- 1991: No Sleep 'Til The Stardust Motel (Kompilation; C/Z Records)
- 1991: Crawl (Epitaph Records)
- 1992: Thirteen (Epitaph Records)

Beiträge zu Kompilationen
- 1991: Another Damned Seattle Compilation (Dashboard Hula Girl Records) – Love Song
- 1991: Teriyaki Asthma Vols. I-V (C/Z Records) – Hole in the Ground
- 1990: Hard to Believe: Kiss Covers Compilation (C/Z Records) – Beth
- 1992: More Songs About Anger, Fear, Sex & Death (Epitaph Records) – For Beth und Crawl